# Czimber Gyula
Czimber Gyula (Homokbödöge, 1936. január 2. – Mosonmagyaróvár 2008. december 30.) - egyetemi tanár, agrármérnök, biológus.

## Életpályája
Czimber Gyula és Németh Karolina Emma gyermekeként született. Felesége: Németh Zsófia, gyermekei: Márta (1965), Gyula Endre (1967).
Az elemi iskolát szülőfalujában végezte, 1974-ben a pápai Türr István Gimnáziumban érettségizett. 1959-ben a Mosonmagyaróvári Mezőgazdasági Akadémián mezőgazdasági agrármérnöki oklevelet, 1960-ban a Gödöllői Agrártudományi Egyetemen növényvédelmi szakmérnöki diplomát, majd 1964-ben a Mezőgazdasági és Élelmiszeripari Minisztérium Mérnöktovábbképző Intézetében mérnök-tanári oklevelet szerzett. 1964-ben Gödöllőn mezőgazdasági egyetemi doktor, 1972-ben az Eötvös Loránd Tudományegyetemen természettudományi egyetemi doktor, a Tudományos Minősítő Bizottságnál a biológiai tudomány kandidátusa, 1994-ben a mezőgazdasági tudomány doktora címet szerzett.
Tanulmányai befejezése után Tanakajdon a Vas megyei, később 1959-1960-ban a Szabolcs-Szatmár megyei Növényvédő Állomás agronómusa lett, 1961-től a Mosonmagyaróvári Mezőgazdasági Akadémián (később főiskola illetve egyetem) a Növénytan és Növényélettan Tanszéken tanársegéd (1961-1965), egyetemi adjunktus (1965-1973), egyetemi docens (1973-1981), egyetemi tanár (1981-), 1983-tól 2000-ig tanszékvezető.
Mosonmagyaróváron érte a halál 72 évesen, 2008. december 30-án.

## Munkássága
Tudományos munkájában gyombiológiával, csírázásbiológiával, cönológiával és produkcióbiológiával foglalkozott. Elsőként végezte el a magyar flóra keményhéjúság-ökologiai és rendszertani értékelését. Kezdeményezésére vizsgálták először növekedés-analízis módszerrel a kultúrnövények és gyomnövények kompetícióját.
1985-től jelentős sikereket ért el a Szigetköz szegetális gyomvegetációjának kutatása terén. Részt vett többek között a Magyar Tudományos Akadémia Botanikai Bizottsága (1980-), az MTA Növénytermesztési Bizottsága (1997-), az MTA Biológiai Tudományok Osztálya Botanikai Szakbizottsága (1980-), a Magyarország kultúrflórája szerkesztő bizottsága (1986-) munkájában.
1979-1988 között a TIT Győr – Sopron megyei Szervezete Biológiai Szakosztályának elnöke volt, 1990-1996-ig a Veszprémi Akadémiai Bizottság Természetvédelmi Munkabizottságának elnöke, 1985-től a Mosonmagyaróvári Városvédő Egyesület elnökhelyettese, 1988-tól az "Acta Óváriensis" szerkesztő bizottságának elnöke, 1992-től a Magyar Természettudományi Társaság Biológiai Szakosztályának elnöke. Több mint három évtizeden át volt a megyeiként indult, később országossá, sőt nemzetközivé fejlődött Kitaibel Pál Középiskolai Biológiai Verseny versenybizottságának elnöke, előadója és tisztségviselője a TIT helyi, megyei és országos szervezeteinek. Kétszáznál több szakirodalmi és ismeretterjesztő közleményt adott közre magyar és idegen nyelven, önállóan és társszerzőként, periodikákban és könyvekben.

## Kitüntetései
Tudományos, közéleti és oktatói tevékenységéért több kitüntetést kapott:
- Mezőgazdaság Kiváló Dolgozója (1964)
- Kiváló Munkáért (1982)
- TIT Aranykoszorús Jelvény (1983)
- Kitaibel Pál-emlékplakett (1986)
- Emberi Környezetért Emlékérem (1987)
- Bugát Pál-emlékérem (1992)
- Herman Ottó-emlékplakett (1993)
- Apáczai Csere János-díj (1993)
- Dr. Újvárosi Miklós-emlékérem (2000)
- Juhász Nagy Pál-emlékérem (2001) 2009-ben
- Posztumusz Pro Urbe díj (2009)

## Munkái
- Az "Óvári" tarkavirágú lucerna elsőévi egyedfejlődése, keményhéjúsága és Cuscuta rezisztenciája. (Egyetemi doktori értekezés). Mosonmagyaróvár, 1963.
- A növényi magvak keményhéjúsága és annak mértékét befolyásoló ökológiai tényezők. (Kandidátusi értekezés). Mosonmagyaróvár, 1970.
- A somkóró. Monográfia. (Magyarország kultúrflórája.) Budapest, 1980.
- A kerti zsázsa. (Magyarország kultúrflórája.) Budapest, 1982.
- A Szigetköz szegetális gyomvegetációja. (Doktori értekezés). Mosonmagyaróvár, 1992.
- A tanszékek és egységek története 1954-1993. (Társszerkesztő: Horváth Károly). Mosonmagyaróvár, 1993.

## Emlékezete
- Az Egymásért vagyunk című, 2020-ban megjelent tudománytörténeti összeállításban munkásságára történő visszatekintés jelenik meg.[2]